# Concepción de Buena Esperanza
Concepción de Buena Esperanza —más conocida como Concepción del Bermejo— fue una ciudad hispana que existió entre 1585 y 1632 en el actual territorio de la Provincia del Chaco, Argentina; dependió de facto de la gobernación del Río de la Plata y del Paraguay y fue reclamada por la Gobernación del Tucumán hasta 1617, cuando pasó a formar parte de la Gobernación de Buenos Aires. Su fundación marcó el período de ocupación más efectiva por parte de los españoles de la región del Chaco Austral (Concepción llegó a ser la segunda ciudad de su gobernación), territorio que nunca pudo ser sometido por la Corona Española aunque lo consideraba de su propiedad. Baste señalar que la primera ciudad ubicada en la región del Gran Chaco en la Argentina se fundaría en la segunda mitad del siglo XIX.
Su fundación en 1585 formó parte de la misma corriente fundadora que partiendo de Asunción dio vida a Buenos Aires, Santa Fe de la Vera Cruz y Corrientes. La ciudad nació en un sitio estratégico, por ser una etapa del camino indígena conocido como la senda macomita que unía a través del Chaco Austral a la ciudad de Asunción en el este, con la también desaparecida Talavera del Esteco en el oeste. Su población se estimaba en unas 500 personas, y la actividad económica giraba en torno al tráfico de mercancías y especialmente al sistema de encomiendas, por el cual los españoles sometían a la numerosa población aborigen de la zona a trabajos forzados. Estas encomiendas se encontraban no solamente en Concepción, sino también en dos poblaciones indígenas muy vinculadas a ella, conocidas como Matará o Matalá y Guacara.
La belicosidad, el nomadismo y la falta de una cultura común de las naciones indígenas que ocupaban el Chaco hicieron muy difícil su adaptación a los trabajos agrícolas, así como su evangelización. Con el paso de los años, el resentimiento hacia los españoles fue creciendo, mientras que la defensa de Concepción fue debilitándose. En 1631, una coalición de tribus llevó a cabo un ataque masivo sobre Matará, en cuya defensa pereció buena parte de la guarnición de Concepción, lo que obligó al éxodo de los sobrevivientes a la ciudad de Corrientes. Durante los años siguientes hubo varios intentos de repoblar la urbe, pero ninguno tuvo éxito, hasta que finalmente en 1645 fue disuelto su Cabildo y sus habitantes pasaron a ser vecinos de Corrientes. El abandono de Concepción tuvo desastrosas consecuencias para la línea comercial Paraguay - Tucumán, y dejó a su vez librada a las tribus chaquenses una vasta zona desde la que incrementaron sus ataques contra las ciudades hispanas.
En 1943 Alfredo Martinet descubrió los restos de Concepción en lo que luego se dio en llamar las Ruinas del Kilómetro 75, aunque debieron pasar 15 años hasta que se relacionara definitivamente el hallazgo con la ciudad colonial, y otros 13 años más para que una investigación formal a cargo del historiador Eldo Morresi confirmara dicha conclusión. La principal razón para tal demora en las conclusiones fue la lejanía del paraje al río Bermejo, en cuyas orillas se suponía erróneamente que debía encontrarse el poblado. El sitio —declarado Lugar Histórico Nacional— se encuentra a la vera de la ex ruta Nacional N.º 95, a 25 kilómetros de Tres Isletas y a 75 kilómetros de Presidencia Roque Sáenz Peña, razón por la cual se las conoce como Ruinas del Kilómetro 75.

## Aspectos geográficos

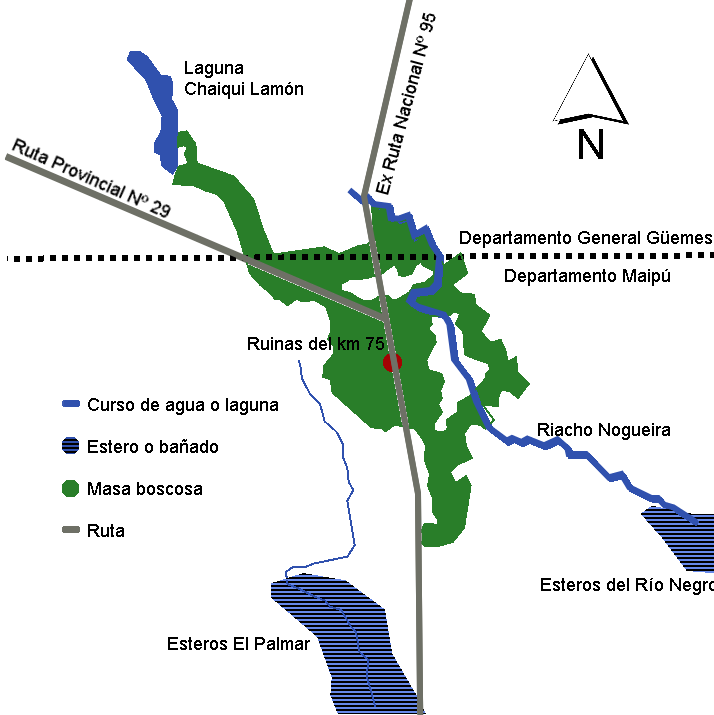
Mapa de un sector de aproximadamente 10 kilómetros alrededor de las Ruinas del km 75 elaborado en 1971.

Con el hallazgo y estudio de las Ruinas del km 75 se pudo establecer definitivamente que Concepción del Bermejo estuvo situada a una distancia de aproximadamente 60 km al oeste del río que le daba nombre, en un sector de 30 hectáreas con centro aproximado en las coordenadas 26°08′00″S 60°19′00″O / -26.13333, -60.31667. El sitio se encuentra en un paraje conocido como El Destierro, al norte del departamento Maipú (jurisdicción del municipio de Tres Isletas), y a apenas 2 kilómetros del límite con el departamento General Güemes. Dista unos 25 kilómetros al norte de Tres Isletas, unos 38 kilómetros al oeste de Pampa del Indio y unos 38 kilómetros al sudeste de la ciudad de Juan José Castelli.

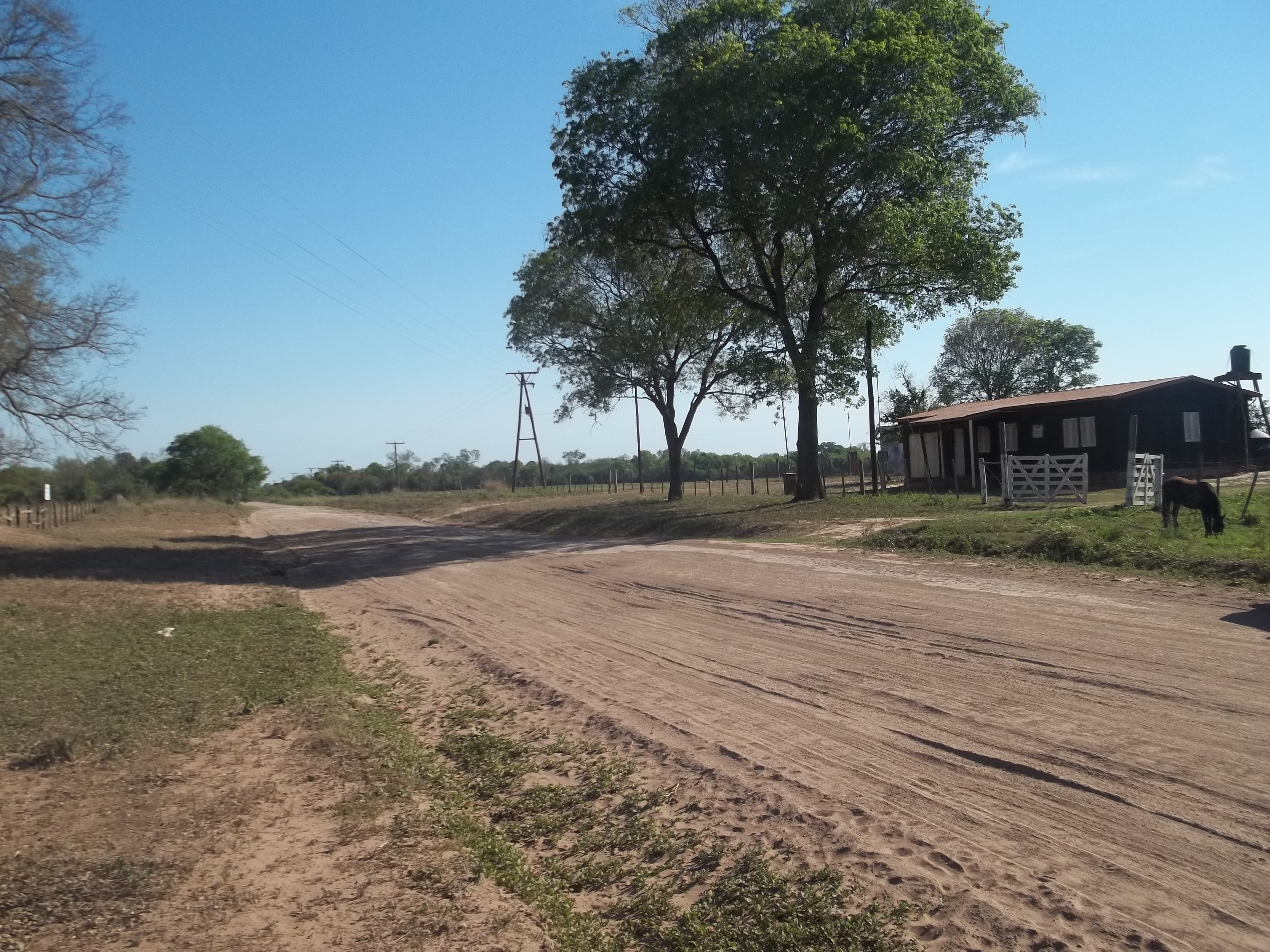
Ruta Provincial 29 junto al paso por las ruinas, se aprecia la casa del cuidador.

La ex ruta Nacional 95 (de tierra) pasa junto a las ruinas, llegando a cortar transversalmente un pequeño tramo de ellas. A 700 metros al norte se encuentra la intersección con la ruta Provincial N.º 29 (también sin asfaltar), que la une al noroeste con Castelli y al este con Pampa del Indio.
A una distancia mínima de 1000 metros en dirección este y nordeste se encuentra el cauce —generalmente seco— del riacho Nogueira. Hacia el noroeste (a unos 6,5 km) encontramos otro accidente hidrográfico, la laguna Chaiqui Lamón, de pequeña extensión, cuyas aguas escurren en períodos lluviosos en dirección sudeste hasta alcanzar el estero El Palmar, a 3 kilómetros al sudoeste de Concepción.

### Ambiente natural

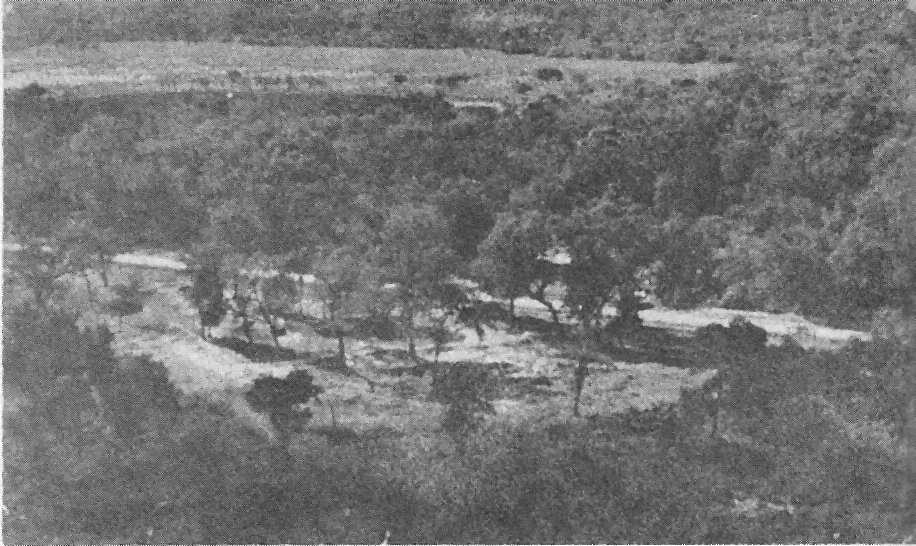
Vista aérea del sector correspondiente a las Ruinas del km 75. Se distinguen el claro donde se realizó el estudio arqueológico, la ex-ruta Nacional N.º 95 y el tupido monte chaqueño que ocultó los restos de Concepción.

Las ruinas de Concepción se ubican en un sector boscoso de forma aproximadamente circular y un diámetro aproximado de 2,5 km. El piso arbóreo está compuesto por especies chaquenses según el tipo parque. El sotobosque a su vez se encuentra formado por arbustos espinosos que dificultan el tránsito y son característicos de esta selva, conocida como El Impenetrable justamente por este tipo de vegetación. Según los datos meteorológicos de la ciudad de Juan José Castelli el régimen pluviométrico corresponde al tipo transición mediterráneo - monzónico, con dos picos de precipicitaciones: uno en marzo y otro en diciembre; mientras que el período seco discurre entre mayo y septiembre con un mínimo en julio.
La media sobre el nivel del mar es de 99 metros, con un gradiente medio de 50 cm por kilómetro, algo mayor que el gradiente promedio de la provincia. Esta nivelación favorece el escurrimiento de las aguas durante las lluvias, que decantan hacia los sistemas laterales del riacho Nogueira y la laguna Chaiqui Lamón. La isleta boscosa en la que se asentaba Concepción sirve de divisoria de aguas a dichas cuencas, constituyéndose en un sitio privilegiado dentro de una amplia región, y por tanto ideales para un asentamiento urbano.

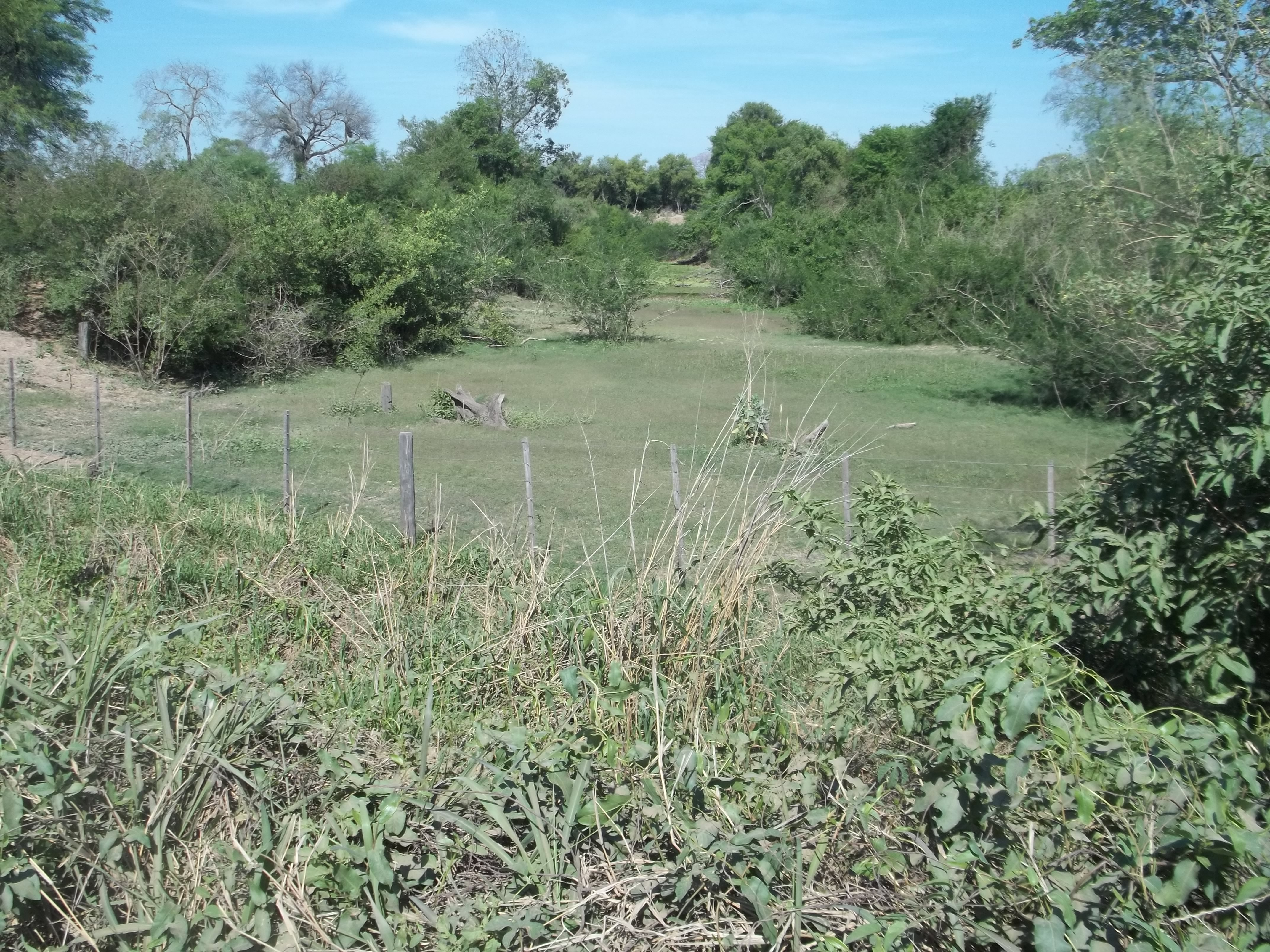
Cauce del Riacho Nogueira cerca de Concepción, su cauce presenta tramos con agua estancada y otros secos.

Respecto al riacho Nogueira, su cauce resulta excesivo para la magra cantidad de agua que acarrea en épocas lluviosas, por lo que es seguro que en otros tiempos formó parte del sistema hidrológico del río Bermejo. Asimismo se torna imposible fijar el momento activo de dicho riacho, aunque es altamente probable que en aquel tiempo haya sido alimentado al menos de forma parcial por el río Bermejo. Por último pareciera improbable que el cauce del río Bermejo haya estado en los tiempos de Concepción al sur de su actual valle fluvial, descartándose su cercanía a Concepción durante su lapso de vida.

### Interrogantes sobre la ubicación de Concepción
La ubicación de Concepción fue un gran misterio para los historiadores abocados a su estudio, ya que los de por sí escasos documentos que hacen alguna referencia a las coordenadas son imprecisos y en muchos casos incorrectos. A esto debe sumarse la errónea creencia de que el anexo del Bermejo que incluía el nombre se refería a su ubicación junto al río Bermejo, cuyo cauce se sabe ha variado en estos siglos, pero sin conocerse con exactitud el curso que pudo haber tenido en los tiempos de Concepción. Esta creencia se vio principalmente sostenida por una carta en la cual el fundador Alonso de Vera describe haber seguido el curso del río para fundar la ciudad, el contenido de esta carta fue calificado de oscuro e impreciso, y por tanto puesto en duda el verdadero significado de las palabras de Alonso de Vera. Es también lógico suponer que un cauce de agua de importancia como el Bermejo fuese fundamental para la elección del lugar de un asentamiento humano, sin embargo, en los tiempos de la fundación de Concepción, la existencia de un nucleamiento indígena era primordial, habida cuenta de la necesidad de mano de obra; la presencia de un núcleo humano indígena previo a la creación de Concepción fue demostrada en las excavaciones arqueológicas de sus restos.
Una carta del obispo de Tucumán detalla que Concepción se halla a 40 leguas de Corrientes, lo cual concuerda con la ubicación de las Ruinas del km 75. Aunque no lo expresa de forma directa, puede deducirse la misma distancia entre Corrientes y Concepción de un informe del gobernador Diego de Góngora. La evidencia escrita más contundente al rechazar la cercanía de Concepción al río Bermejo la da dicho informe de Góngora, quien explícitamente afirma que ni Concepción ni sus encomiendas tienen río, sino una laguna de agua llovediza y bañados. Tampoco menciona algún cauce activo del Bermejo en las cercanías, algo que no pudo pasar por alto el gobernador en su informe. Otro aporte en ese sentido lo da un mapa de 1775 —de gran exactitud para la época—, el cual sitúa a Concepción alejada del río Bermejo.
El documento más preciso respecto a su ubicación corresponde a los diarios de la expedición del coronel Francisco Gavino Arias al Chaco en 1776, esto es casi 150 años después del abandono de Concepción. Gavino Arias envió al capitán Juan José Acevedo a esclarecer el sitio exacto de Concepción. La expedición fue positiva, afirmando que los restos se encontraban en la parte sud, en un espesísimo bosque y charagual impenetrable... que distara de este real de La Cangayé como 30 leguas.... Como dato que confirma este escrito tenemos que en el templo de la reducción de La Cangayé se instaló luego la campana de la destruida Concepción del Bermejo. El hallazgo de las ruinas de La Cangayé sería vital para que estas referencias de Arias pudieran restringir el radio de búsqueda de Concepción.
El historiador Altamirano por su parte propone una solución alternativa: Concepción fue fundada sobre el río Bermejo y luego trasladada al sitio de las ruinas del km 75. Toma como referencias las declaraciones de Ruy Díaz de Guzmán —coetáneo de la fundación— que la nombra Puerto de la Concepción, así como también de los sacerdotes Martín Dobrizhoffer y José Solís, ambos en el siglo XVIII; Dobrizhoffer afirma haber visto las ruinas de la ciudad cubiertas por algarrobos, y Solís que fue fundada a 90 leguas de Santiago, distancia que equivale a la del río Bermejo. En el mismo acta de fundación se estableció la potestad de trasladarla, y Altamirano supone la misma se cumplió debido a la imposibilidad de someter a los aborígenes del primer asentamiento, y a la necesidad de mano de obra indígena, que encontraron en los mataráes.

## Trazado urbano
Una de las mayores dificultades para asociar las Ruinas del km 75 a Concepción ha sido la carencia de un plano histórico de la extinta ciudad. El plano detallado de las ruinas formado por Alfredo Martinet e hijo en 1958 permitieron no obstante asociar las mismas a Concepción, considerando el tamaño de la ciudad (aproximadamente 30 hectáreas), que no sólo elimina la posibilidad de un asentamiento indígena sino que coincide con testimonios de la época en cuanto a su población, estimada en unas 500 personas. Debe considerarse que el título de ciudad resultaba claramente pomposo para el tamaño de la urbe, aunque en aquel tiempo los títulos de ciudad eran más bien una figura jurídica que una realidad urbanística.
La traza de Concepción se caracterizó por construcciones del tipo tapia, típica de ciudades españolas de la época. Todas las construcciones responden a formas cuadradas o rectangulares, observándose la subdivisión de manzanas en solares.
El sitio se encuentra a nivel, salvo por algunas depresiones que con seguridad han servido para extraer tierra para la edificación en primera instancia y luego como reservorios de agua. La norma de la época incluía el trazado en tipo damero, el cual no encontramos en Concepción. No obstante, existieron también ciudades que no respetaban el cuadriculado, aunque sí la forma rectangular, entre las que podemos destacar Asunción del Paraguay y Villa Rica del Espíritu Santo, que comparte con Concepción tanto la fecha de fundación como la de abandono.

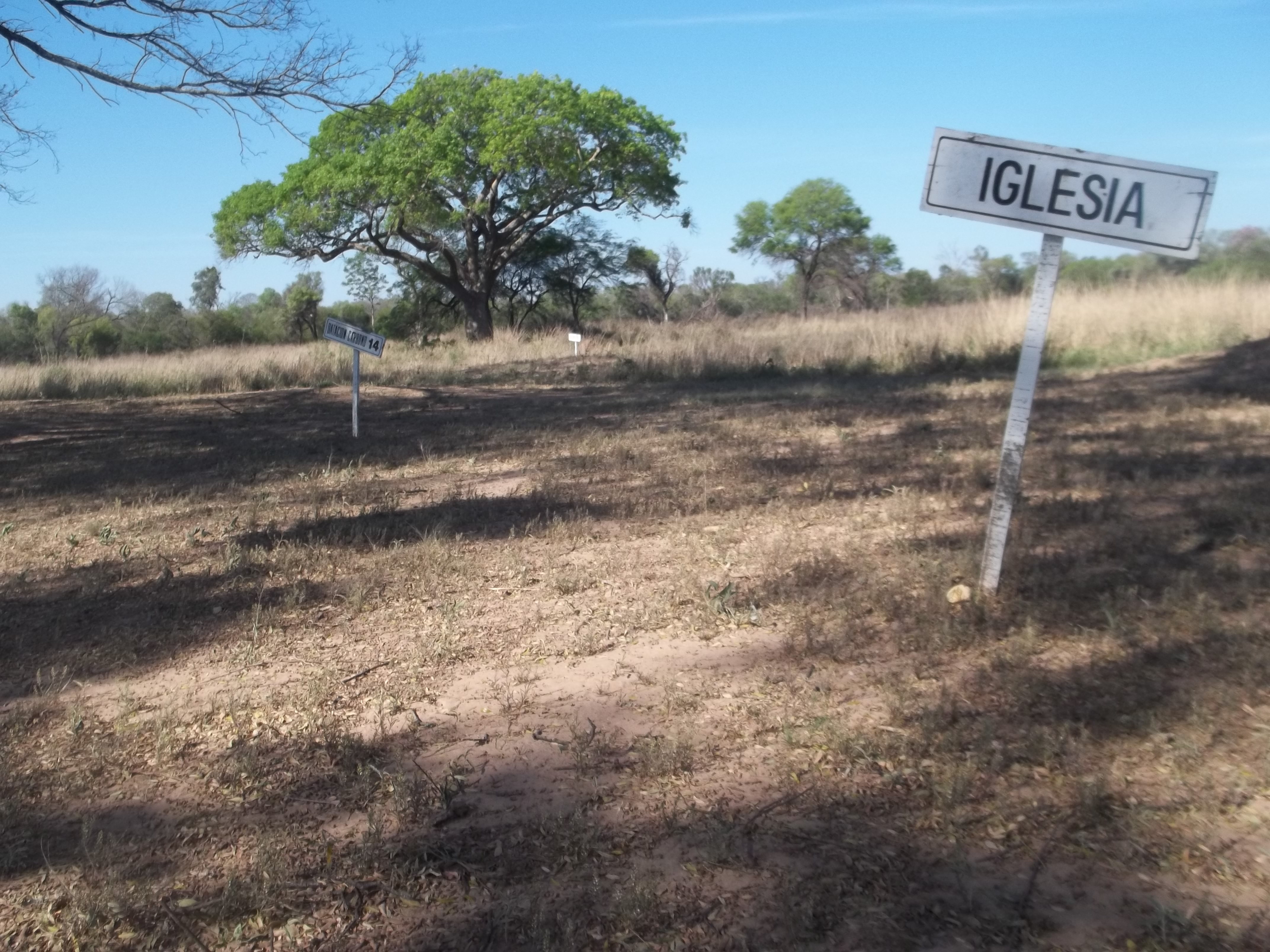
Cartel indicativo de la presencia del templo católico.

Se han identificado en total 18 manzanas y 89 estructuras. Las medidas de las manzanas son irregulares, aunque muchas de ellas cuentan con llamativa semejanza frente a otras ciudades de la época. A su vez se hallaron 5 calles con orientación noroeste - sudeste e idéntica cantidad con orientación sudoeste - nordeste; todas las calles tienen 12 metros de ancho. La plaza ocupa una posición central, y frente a su lado norte se encuentra el templo católico. Esta ubicación de la plaza también confirma que se trataba de una ciudad mediterránea, ya que las Leyes de Indias indicaban que en las ciudades litoraleñas la plaza debía situarse cerca del río o puerto. Existe otra edificación que guarda gran semejanza con la Iglesia y Convento de San Francisco hallado en Cayastá, por lo que se asume que Concepción contaba con al menos dos templos cristianos. En el extremo oeste se hallaron dos estructuras muy significativas: un lugar de fundición de hierro y un basurero, este último con señas de tener una existencia anterior a Concepción.

## Historia

### Fundación

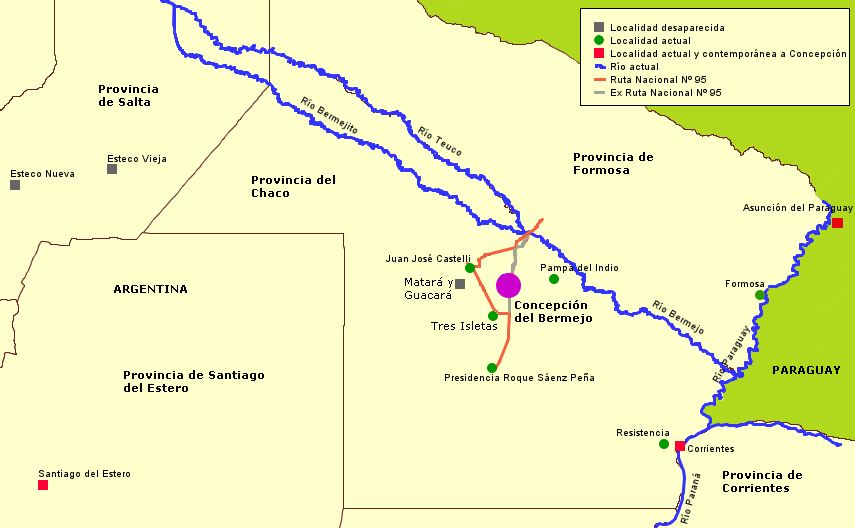
Mapa de Concepción del Bermejo según la división política actual.

Las necesidades de ocupar el Gran Chaco, defender a Asunción de los malones indígenas y unir a dicha ciudad con la ciudad de Talavera de Esteco —y a través de esta al resto de las ciudades hispanas del noroeste argentino—, se conjugaron para impulsar la idea de fundar una ciudad en el territorio de los belicosos indios chaqueños. Ya había habido entradas al territorio del Bermejo comandadas desde Asunción, como la acaecida en 1583 contra los guaycurúes, fue lógico por tanto que desde la misma Asunción se organizase la empresa. También era común en esa época que las ciudades cabeceras de gobernación intentasen ampliar su jurisdicción, aprovechando el exceso de población, y otorgando a los pioneros nuevas tierras y el próspero sistema de encomiendas con los naturales encontrados en los territorios incorporados.
Como antecedentes de Concepción existieron dos solicitudes de creación de ciudades en esta indómita región. La primera en 1566, cuando tres vecinos de Asunción pidieron permiso a la Corona española para la creación de varias ciudades, entre ellas una a orillas del río Bermejo. Luego en 1569 el Adelantado Juan Ortiz de Zárate recibió la disposición de fundar dos pueblos entre Charcas y Asunción. Ortiz murió antes de poder cumplir el mandato, pero Juan Torres de Vera y Aragón se casó con su hija heredando el adelantazgo y la orden de fundación. Este nombró a Juan de Garay teniente de gobernador, quien fundó Buenos Aires y Santa Fe de la Vera Cruz, pero murió antes de alcanzar a cumplir la fundación en tierras chaqueñas. Su sucesor Juan de Torres Navarrete finalmente envió a Alonso de Vera y Aragón y Calderón a ejecutar la orden.
Alonso de Vera y Aragón (apodado Cara de Perro por un mal gesto) era para ese entonces un capitán experimentado y conocedor de los nativos que poblaban el lugar. A mediados de marzo de 1585 partió rumbo al Bermejo tras haber reclutado su hueste, compuesta según sus propias palabras de 135 soldados arcabuceros, mucha munición, 1000 caballos, 50 yuntas de bueyes y más de 300 vacas; tamaña expeditiva se considera una de las más numerosas en partir desde Asunción con el objeto de fundar una ciudad, y estaba con seguridad compuesta en mayor medida por población mestiza. En este sentido la atención de muchos de ellos pudo haber sido atraída por la leyenda de la laguna de las Perlas, llamada así por contener ostras que producían finísmas perlas, y que se creía ubicada cerca de la margen derecha del río Bermejo. Varios testimonios de la época atestiguan su existencia, recién desmitificada en el siglo XVIII, destacándose una obra del asunceño Rui Díaz Guzmán que afirmaba que una parcialidad denominada ohoma las acarreaban hasta Asunción. Alonso de Vera describió que no demoró mucho en recorrer las costas del río, tras lo cual fundó el 14 de abril de 1585 La Concepción de Nuestra Señora. Alonso de Vera dejó expresamente indicado en el acta de fundación que la ciudad podía ser trasladada a mejor sitio, aunque no existen pruebas de que ello haya sucedido. A su vez, el pionero contó cómo los mismos pobladores locales que lo habían afrentado en el camino, y a quienes espantó con los disparos de armas de fuego, se mostraron sumisos y respetuosos, e incluso sus caciques estuvieron presentes en la ceremonia de fundación. Por otra parte, evidencias arqueológicas dan a entender que la fundación se realizó sobre un pueblo indígena preexistente.
Vera y Aragón cumplió con todos los pasos propios de la fundación, erigió una cruz, señaló con su espada los límites del poblado, plantó el rollo de la justicia y hasta designó a los miembros del primer Cabildo, entre quienes de destacaba Hernando Arias de Saavedra. Además otorgó tierras, solares y estancias y puso la capilla bajo la advocación de Nuestra Señora del Rosario. Finalmente señaló la jurisdicción de la nueva urbe, que abarcaba hasta los difusos límites de las lejanas ciudades que la rodeaban: Talavera de Esteco, Santiago del Estero y Salta al oeste, al norte Asunción y Charcas, y al sur Santa Fe. Aunque no hay documentación que lo avale, es natural suponer que se repartieron los indígenas de la región, acto que fue claramente nominal por la nula predisposición de estas personas al sometimiento.
Los límites de la ciudad fueron demarcados con más precisión por Hernando Arias de Saavedra en 1598, cuando ya era gobernador de Asunción. El límite Asunción lo marcó como una línea entre los ríos Bermejo y Pilcomayo hasta 8 leguas antes de los ríos Paraná y Paraguay, cuyas tierras linderas quedaban reservadas a la capital de la gobernación. Al sur llegaba hasta los límites de Corrientes. Quedó entonces todo el Chaco Austral y parte del Chaco Central bajo su jurisdicción.
Acta de fundación:

(...) fundo y asiento pueblo en el sitio del dicho Río Bermejo, la cual ciudad se intitula y llama La Concepción de Nuestra Señora, la cual dicha ciudad y asiento confina con todos los confines y términos por la una parte los términos de la ciudad de la Asunción y Santa Fe y Santiago del Estero y ciudades de Talavera que es Esteco y con términos de la ciudad de Lerma llamada Salta y ciudad de La Plata y de todos los demás términos que están y estuvieren en su comarca y redondez para ahora y siempre jamás y en el entretanto que su Majestad otra cosa mandare la cual parece ser mejor y buen sitio donde la gente pueda estar poblada y hay mucha leña y pesquería y caza y aguas y pastos para sustentación de los pobladores y de los ganados y para su perpetuación de la dicha ciudad con muchas tierras y estancias a ello anejo lo cual es para repartir y dar a los pobladores y vecinos de ella como su Majestad por sus Reales Cédulas lo manda: la cual dicha ciudad nombro, fundo y asiento en nombre de Dios y de su Majestad y del dicho señor Adelantado (...)

### Cuestión de límites
Inmediatamente después de la fundación Alonso de Vera aseguró haber explorado unas 30 leguas río arriba, llegando hasta un pueblo de encomiendas de vecinos de Talavera de Esteco, conocido como Matará, según consta en una carta enviada al obispo de Tucumán en octubre del mismo año. Meses más tarde, Alonso de Vera se internó hacia el oeste hasta encontrarse con otro poblado de indios mansos llamado Guacara, quienes también estaban encomendados a los vecinos de Talavera de Esteco. Dichos vecinos huyeron a su ciudad, y desde esta reclamaron la injerencia de Asunción en sus encomiendas a la Audiencia de Charcas el 10 de diciembre de 1586, iniciando un conflicto limítrofe entre la gobernación del Tucumán y la gobernación del Río de la Plata y del Paraguay. Las tierras del Chaco no habían sido claramente atribuidas a ninguna gobernación, y el motivo fundamental de la pelea no era la calidad de sus tierras ni los recursos naturales (en sí pobres), sino la pacífica población de indios que se había hallado en Matará y Guacara, y que se suponía servirían en gran medida al desarrollo local por los réditos que otorgarían sus encomiendas. La Audiencia comisionó al gobernador del Tucumán Juan Ramírez de Velasco para que determinase si Concepción se encontraba dentro de su jurisdicción, y de ser así expulsar a Vera y Aragón. Velasco fue con esa intención a Concepción, pero se encontró con la rotunda determinación del fundador de no abandonar la ciudad.

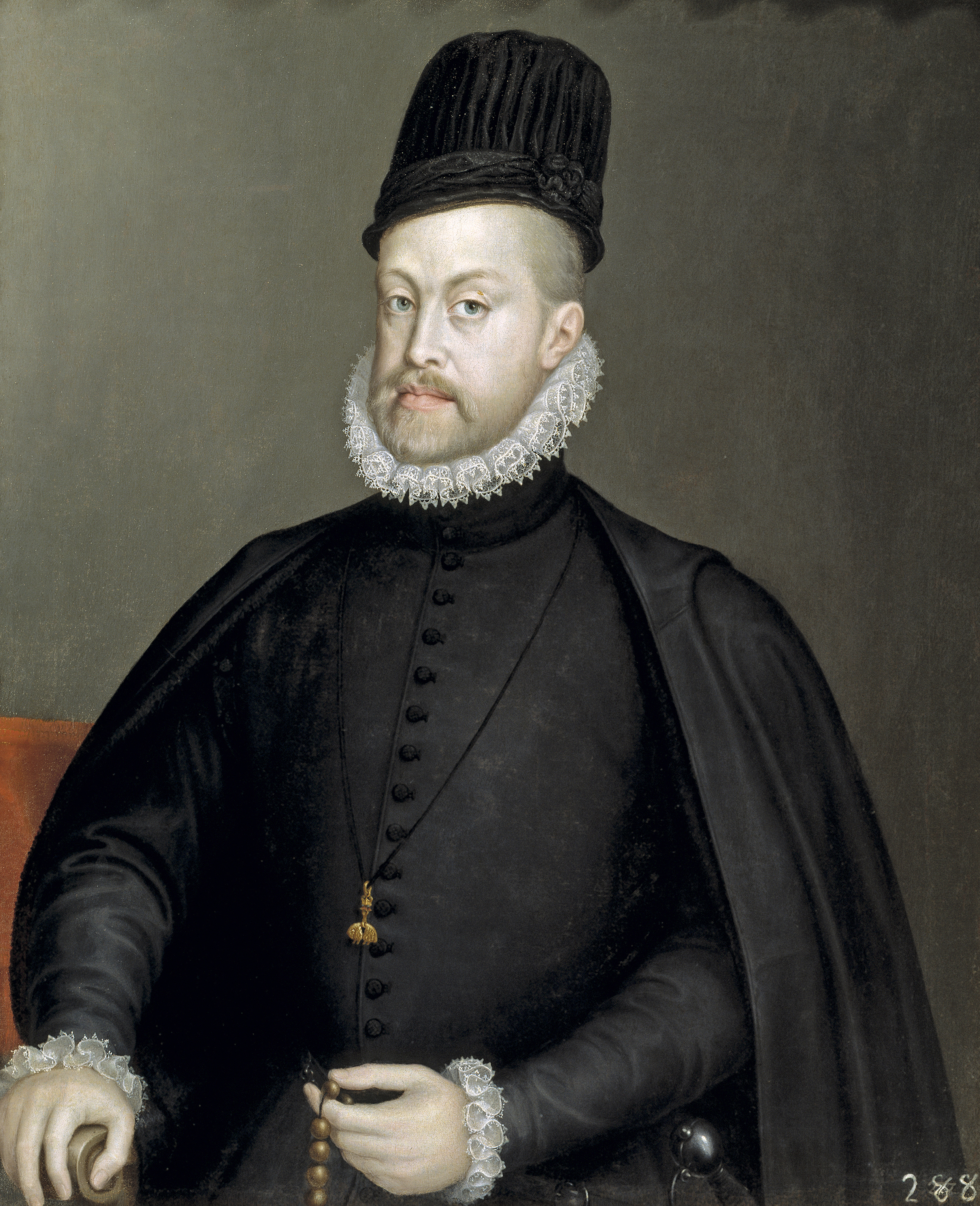
Felipe II de España falló en el pleito entre Concepción y Esteco respecto a la pertenencia de las encomiendas de Matará y Guacara.

Alegando que la Audiencia no tenía incumbencia en esta cuestión, Vera y Aragón logró que el pleito fuera derivado al Consejo de Indias, máxima autoridad judicial en la América hispana. En 1590 se designó a Juan de Zumárraga como perito en geodesia para que dé su informe. El conflicto quedó parcialmente subsanado con una Cédula Real del 22 de junio de 1592 que mantuvo el statu quo de ambas poblaciones, haciendo hincapié en el adoctrinamiento de los indios de cada lugar y en el mantenimiento de ambos poblados. El tema volvió a ser tratado por Francisco de Alfaro en 1613, quien tampoco logró discernir hacia qué gobernación conviene atribuir Concepción.
La disputa quedó realmente zanjada en 1617, año en que la gobernación del Río de la Plata fue dividida en dos: la gobernación del Paraguay y la gobernación de Buenos Aires, pasando esta última a tener jurisdicción sobre Concepción. De esta forma la luego extinta ciudad no quedó bajo la órbita de los tucumanos que la reclamaban ni de los asuncenos que la habían creado.
Tanto Felipe II como su sucesor Felipe III actuaron considerando que resolver la disputa a favor de Asunción o Tucumán podría poner en peligro la frágil existencia de Concepción, ya que los niveles de tensión entre ambas ciudades hacían temer una escalada de violencia; a ello se deben el primer fallo no definitorio y el segundo, que no otorgó a ninguna de las dos potestad sobre Concepción. Parte de la población comenzó entonces a volver lentamente hacia Asunción, posiblemente desmoralizada por la resolución del pleito que desconoció los sacrificos hechos por los asuncenos y también por las mayores comodidades y seguridad que hallaban en su ciudad de origen; por otra parte, la ayuda que llegaba desde Asunción nunca fue reemplazada por Buenos Aires, que no veía ningún rédito en mantener una ciudad alejada y fuera de sus vías de comunicación con Lima. Fue así como el cambio jurisdiccional que pretendía mantener la vida de la localidad tuvo un efecto contrario, a 1.500 kilómetros de la capital y sin comunicaciones seguras, Concepción quedó a merced de los hostigamientos de los indios chaquenses.
Otra consecuencia del fallo que asignó Concepción a Buenos Aires fue que durante la cuestión limítrofe por el Gran Chaco el Chaco Austral permaneció como territorio argentino casi sin cuestionamientos.

### Vida de la ciudad
La historia del poblado sólo se puede reconstruir parcialmente debido a la escasez de documentación. Se tienen por ejemplo algunos datos poblacionales: en 1609 había 70 vecinos españoles y 25 encomenderos, en 1621 eran 85 vecinos y 120 mujeres, en 1628 ya eran 100 vecinos, población sólo superada por Buenos Aires en esta gobernación. En 1611 durante una visita del gobernador Marín de Negrón se censaron los indios encomendados, eran 399 en Concepción más otros 921 en Matará. A Negrón lo sucedió el capitán general Francisco González de Santa Cruz, criollo asunceño de destacada actuación, que era cuñado de Hernandarias y hermano del misionero jesuita Roque González de Santa Cruz. En 1622 se contabilizaron poco menos de 1.500 indios, repartidos en Matará, Guacara y en la misma Concepción. A su vez, Alonso de Vera estimaba en unos 20.000 los indios de los alrededores. El principal encomendador fue el fundador Alonso de Vera, a quien sucedió su viuda Isabel de Salazar a la muerte de este en 1605. No obstante, el destrato brindado por esta hizo que el gobernador Hernandarias la desposeyera de la mitad de su encomienda, dictaminando que la encomienda excluida fuera usufructuada por la Real Hacienda. Los maltratos a los aborígenes eran tantos que en 1612 Francisco de Alfaro declaró en Santiago del Estero unas Ordenanzas que anularon las encomiendas otorgadas. Dichas ordenanzas fueron aprobadas en 1618 y dadas a conocer recién en 1621. A pesar de las buenas intenciones, la eliminación de las encomiendas significó una ruina económica para la ciudad, que dependía en gran medida de este sistema. Los naturales no sólo abandonaron las tareas sino que volvieron a los montes y sus prácticas guerreras, con el consecuente incremento de la inseguridad en el poblado.
En 1588, a sólo 3 años de la fundación, los españoles ya habían estado haciendo tratativas para la fundación de una nueva ciudad en la zona, que habría de llamarse La Nueva Estepa; si bien nunca se cumplió el cometido, este acto es una clara muestra de la importancia económica de la ruta Asunción - Concepción - Tucumán. Concepción se había vuelto desde sus inicios un paso obligado en el tráfico de carretas entre Asunción y Tucumán, que se vieron beneficiadas por el acortamiento de la distancia. La producción local —compuesta principalmente de lienzo, algodón, cera, cáñamo, y en menor medida de ganado vacuno, aunque este dañaba los cultivos— también se benefició de este tráfico; ha de notarse que gran parte de esta producción era de manufactura indígena, sobre todo de la encomienda de Matará. De todos modos, la falta de mercado para el excedente de producción y las dificultades para importar a causa del régimen monopólico español afectaron el desarrollo económico. Los documentos por lo general hablan de una ciudad próspera; también hay algunas voces en contrario, aunque pertenecen a ciudadanos que vivieron en regiones más ricas de la América hispana —como el Perú—.
Hubo diversos intentos de evangelizar a las parcialidades indígenas, de los cuales los únicos dóciles eran los mataráes. El sacerdote Barzana realizó un encomiable trabajo aprendiendo la lengua toconoté de los mataráes y dejando sentada su estructura gramatical y unas cuantas palabras. El sacerdote Añasco hizo lo propio con las lenguas quiroquí, abipón y lule. Esta labor les permitió evangelizar a toda la población de Matará, sin embargo, con el resto de las tribus esta habilidad no les alcanzó para lograr una mejor convivencia. Solamente Matará y Guacará contaban con un cura doctrinero, lo cual era claramente insuficiente para la gran población nativa asentada en los alrededores de Concepción. El fundador Alonso de Vera también habría fundado una reducción al este de la localidad con la parcialidad ohomas, conocidos por vivir alrededor de la Laguna de las Perlas, quienes luego se transformaron en enconados adversarios de los españoles.
Los ataques fueron una constante, como así también la causa de los mismos: pocos vecinos, el resentimiento indio por el sistema de encomiendas y la propia cultura guerrera de las naciones guaycurúes que poblaban la zona. En 1592 fue asesinado el teniente de gobernador de Concepción, Francisco de Vera y Aragón y Torres Lasarte, junto a su comitiva cuando visitaban la encomienda de aborígenes mogosnas; el ataque fue vengado con un socorro que vino de Asunción al mando de Alonso de Vera y Aragón y otro de Corrientes al mando de Alonso de Vera y Aragón "el Tupí" —en ese tiempo tres parientes homónimos gobernaban las ciudades de Asunción, Concepción y Corrientes— lo cual evitó a su vez los planes de asediar Concepción. En 1595 un reclutamiento forzoso de indios para llevarlos a Asunción realizado por el teniente Gabriel de Moreira, provocó un alzamiento general. Esta vez fue Alonso de Vera quien debió sofocar la sublevación. Alonso de Vera también relata en un viaje a Buenos Aires que de noche eran robados del pueblo los caballos y los indios de servicio. En 1599 se sucedieron dos embestidas contra Concepción, que no tuvieron éxito únicamente por la tenaz defensa de sus habitantes. Se sabe que las ciudades de Asunción, Corrientes y Santa Fe enviaron auxilio en 1599, 1621 y 1629. Los hechos delictivos no eran exclusivos de Concepción, las encomiendas de Matará y Guacará también eran blancos de ataques y luchas internas; uno de los episodios mejor conocidos es la matanza provocada en 1621 por Alonso Pacsi, uno de los dos caciques de Matará, quien sintiéndose agraviado por otro grupo de encomendados, los emborrachó e hizo asesinar a más de 40 de ellos. Pacsi fue ejecutado en la horca por este luctuoso hecho. La investigación de Góngora al respecto permitió conocer otras atrocidades cometidas por el cacique, de la que no se salvaban siquiera mujeres ni niños.

### El trágico final
Varios serían los motivos que interactuaron hasta llegar a un duro fin para la que supo ser la segunda ciudad de la gobernación. El cambio de jurisdicción en 1617 sería un golpe de gracia para el pueblo; sus tierras poco agraciadas, la belicosidad indígena y la falta de una comunicación fluvial pronto la dejaron aislada y librada a su suerte. El resentimiento indígena se había agravado a partir de las guerras ofensivas llevadas a cabo en 1614 como represalia por un ataque a Concepción y a la misma Asunción. No deben tampoco soslayarse algunas coyunturas políticas que influyeron en el fracaso del intento de reocupación inmediato al abandono de Concepción.
El ataque final comenzó en 1631, cuando una coalición de tribus arrasó con el pueblo de Matará, principal sostén de Concepción. Los pocos sobrevivientes se refugiaron en Concepción, y el teniente de gobernador Antonio Calderón salió en defensa de su ciudad junto con cuarenta hombres. Pese al buen armamento la tropa era insignificante frente a los más de 2.000 indios que se le opusieron, falleciendo el gobernador y la mitad de su tropa. Los pobladores de Concepción a través de su Cabildo entendieron entonces que la situación no daba para más y emprendieron una penosa marcha a pie hacia Corrientes, que por suerte para ellos no fue atacada por el malón, considerando que estaba en sobradas condiciones de hacerlo. El análisis de los restos permitió concluir que Concepción fue incendiada e inmediatamente reocupada por una comunidad aborigen.
Un relato del capitán Manuel Cabral escrito desde Corrientes da cuenta de que se intentó brindar el mejor auxilio, pero que los pobladores que lograron huir debían dar infinitas gracias a Dios por estar vivos.
El gobernador Francisco de Céspedes había puesto al general Juan de Garay, hijo del fundador de Buenos Aires, al mando de una comitiva destinada a robustecer su población, castigar y pacificar a los indios rebelados; es de suponer que previo al arrasamiento de Matará, las tropelías se habían incrementado en el lugar, puesto que Céspedes no tenía conocimiento todavía de la destrucción del pueblo aborigen. Tal acto fue una de las últimas decisiones de gobierno de Céspedes, cuyo sucesor Pedro Esteban Dávila ya se encontraba designado desde abril de 1629, aunque asumiría recién el 26 de diciembre de 1631. Garay y su reducida tropa de milicianos se detuvieron a poco de salir de Santa Fe al enterarse de los hechos de Matará y por encontrarse su líder muy enfermo. Probablemente influyó en la decisión el escaso número de la campaña para enfrentar una escalada que se aventuraba mayor a la inicialmente estimada.
A poco de asumir, Dávila designó al general Gonzalo de Carbajal al frente de unos 30 soldados a los que debían sumárseles los apostados en Santa Fe. Al llegar a Santa Fe, Carbajal se enteró del abandono de Concepción, tras lo cual partió raudamente a Corrientes, donde verificó que la población que debía defender ya se encontraba refugiada allí. Tras esperar en vano 22 días la llegada de nuevas instrucciones de Dávila, Carbajal volvió a Santa Fe resuelto a emprender la campaña de recuperación de Concepción, mas la naturaleza lo impidió. La temporada de lluvias provocó la creciente de los ríos y numerosos bañados que debían atravesarse para arribar a destino, por lo que Carbajal resolvió suspender la entrada a la espera de la primavera, estación más adecuada para el cumplimiento de la misión.
La caída de Concepción no fue un hecho aislado, también entre 1631 y 1632 fue abandonada la ciudad de Santiago de Guadalcázar, que había sido fundada en 1626 en la confluencia de los ríos Bermejo y Zenta por Martín de Ledesma Valderrama como capital de la provincia del Chaco Gualamba. Lo efímero de esta ciudad impidió la concreción de la nueva provincia, fallando casi al unísono dos de los intentos más concretos de ocupación del Chaco Austral. La caída de Concepción fue la primera gran derrota que pudieron asestar las naciones chaqueñas al expansionismo hispano. Los indios ya habían superado la conmoción inicial por el arribo español, y con el dominio del caballo pusieron en vilo a las poblaciones blancas en el Río de la Plata durante aproximadamente un siglo, cuando un acertado cambio de políticas encaró la problemática indígena no desde la represión, sino desde la labor evangelizadora.

### Intentos de reocupación

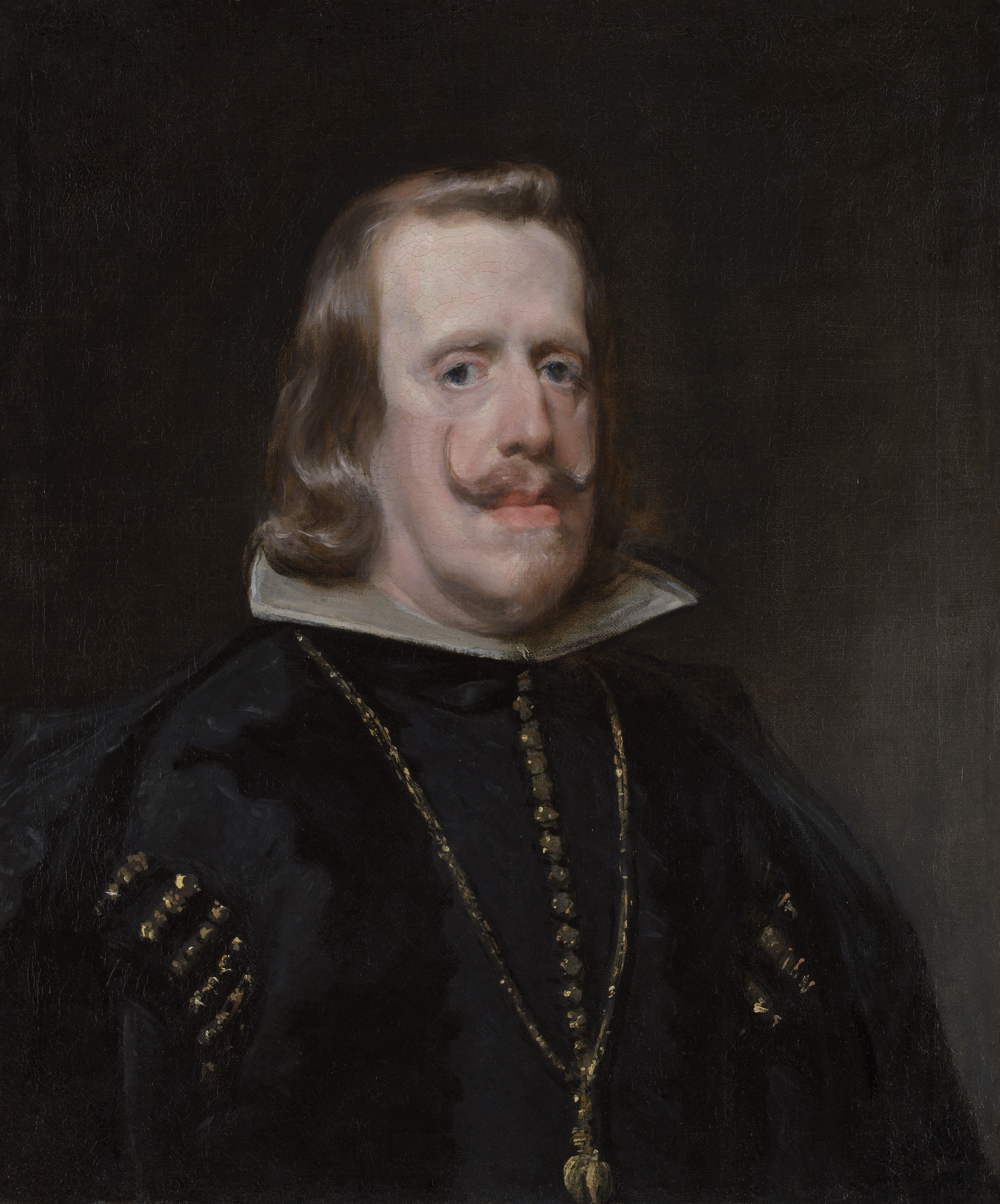
Felipe IV de España ofreció una recompensa especial para quien lograse repoblar Concepción, mas la misma no bastó para recuperar el bastión histórico en territorio chaqueño.

Si bien la promesa de recompensas especiales emitida por el rey a quien lograra volver a ocupar Concepción fue muy importante para alentar varios intentos de repoblar la ciudad, también hubo otros motivos. En primer lugar la gobernación de Buenos Aires contaba con solamente 4 ciudades (Buenos Aires, Santa Fe, Corrientes y Concepción), el abandono de una de ellas era una clara negligencia del gobernante. Por otro lado, la encomienda de Matará que generaba unos 250 pesos anuales a su encomendero, había pasado a manos del gobernador Dávila tras la muerte de Isabel de Salazar en 1630; es probable por tanto que al gobernador lo haya movilizado un deseo económico, y como veremos Dávila intentó en varias ocasiones encargarse personalmente de la expedición.
Cuando Carbajal regresó a Santa Fe a la espera de una estación más propicia para la entrada al Chaco, se le notificó que debía bajar a Buenos Aires, lo cual cumplió no sin sorpresa. En la capital se encontró con que Dávila ya se aprestaba a dirigir personalmente la operación. No obstante, el Cabildo solicitó a Dávila que desista, por ser necesaria su presencia en Buenos Aires. Ya era la segunda vez que el Cabildo pedía a Dávila que no comande él la operación (la anterior había sido el año predecesor); el gobernador volvió a acatar el pedido pero nombró a su propio hijo, Pedro Dávila Henríquez de Guzmán, al frente de la campaña. Como era costumbre en la época, los vecinos debieron aportar generosamente a la expedición, que salió en 1634 con unos 40 hombres. Dos años después, y pese a haber llegado a Concepción, el hijo de Dávila regresó sin cumplir el cometido principal. El líder de la campaña había ordenado a sus subalternos acopiar tantas vacas cimarronas como pudo, las cuales vendió para su propio beneficio en Santa Fe. Quedó así trunca por codicia una gran operación para la cual los vecinos de Buenos Aires aportaron nuevamente con esfuerzo.
Por tercera vez el gobernador Dávila intentó encabezar la acción, al punto que ya había decretado quien sería su lugarteniente en la capital durante la travesía, y por tercera vez su presencia fue requerida, esta vez por temor a ataques holandeses al puerto de Buenos Aires. Ante tal situación, la campaña quedó al mando del capitán Amador Báez de Alpoín, a quienes se le sumaron con gente del lugar Juan de Garay en Santa Fe y Manual Cabral de Alpoín en Corrientes. La expedición partió en 1636 y también fracasó, destino que compartió al año siguiente una nueva campaña al mando de Bernabé de Garay.
Tras la serie de fracasos en la reocupación Dávila intentó defender su gestión ante las acusaciones de no poder repoblar la ciudad, y se nota en el escrito que él o bien desconocía la real situación o falseó ex profeso el mismo aprovechando el desconocimiento de la situación real en España. La última misión al Chaco fue hecha durante el gobierno de Mendo de la Cueva y Benavides (1637-1640), pero la misma se contentó con hacerlos retirar (a los nativos) sin haber llegado a las manos.
Mientras tanto, los concepceños se radicaron mayoritariamente en Corrientes, ciudad en la que pasaron muchas necesidades. El padre Ruiz había dicho a la llegada de los pobladores que daba pena ver a esos hombres, ayer tan prósperos y hoy miserables que pedían limosna. A esto debe sumársele un acto de llamativa codicia y falta de consideración, cuando el maestre de campo Manuel Cabral de Alpoín prohibió la entrada de los exiliados a los campos correntinos para faenar el ganado cimarrón, alegando que eran propiedad suya y de sus parientes; no conforme con ello exigió el pago de la cuarta parte de cada animal ya faenado. Pedro Dávila debió intervenir en 1637 a favor de los refugiados de Concepción, ordenando que se dé permiso a los mismos para faenar el ganado cimarrón hasta tanto no se encuentre un lugar para que se radiquen.
Cuando ya no hubo más esperanzas de volver a poblar la abandonada urbe, una Cédula Real de 1645 disolvió el Cabildo de Concepción, y sus habitantes fueron considerados vecinos plenos de Corrientes. Los aborígenes reducidos que habían participado del éxodo fueron destinados a Santa Fe y a Corrientes, formando algunos de ellos parte de la fundación de Santa Ana de los Guácaras.

## Las Ruinas del Kilómetro 75
Como ya se mencionó, el único blanco que pudo volver a encontrar Concepción fue el capitán Juan José Acevedo, quien por orden de Francisco Gavino Arias y ayudado por indígenas de la zona rescató en 1776 la campana de la extinta ciudad para colocarla en La Cangayé. Aunque esta información quedó asentada en su diario, el detalle permaneció ignorado hasta 1946.

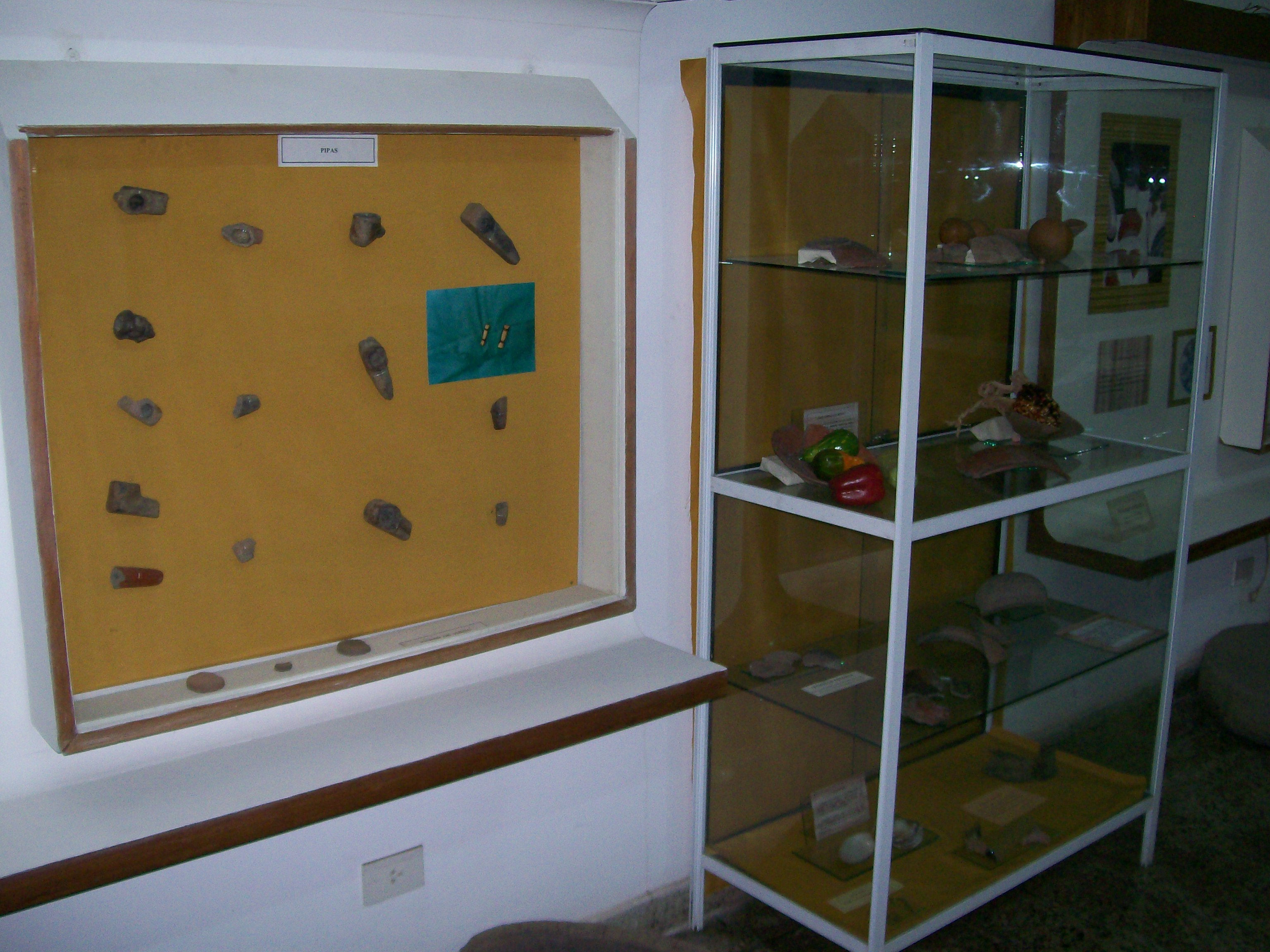
Pipas, restos de cerámica y otros objetos correspondientes a Concepción del Bermejo exhibidos en el Museo Regional de Antropología de Resistencia.

El hallazgo definitivo se produciría casi fortuitamente el 17 de septiembre de 1943, cuando Alfredo Martinet —un gran conocedor de la región— descubrió restos de alfarería mientras recorría la ex ruta Nacional N.º 95 que une Presidencia Roque Sáenz Peña con Fortín Lavalle. Interesado en el hallazgo se internó en el espeso monte donde dio con elevaciones de forma octogonal. Martinet intuyó que el descubrimiento era importante, y se lo comunicó a Ana Biró de Stern, quien dirigía el Museo de Ciencias Naturales de Corrientes en ese entonces. Martinet y Biró hicieron una rápida limpieza y efectuaron las primeras excavaciones en el lugar, en el cual encontraron restos de cerámica, hierro, plomo, entre otros objetos, que llamaron la atención de la comunidad local.
Marcelo Montes Pacheco publicó el hallazgo en un periódico local ese mismo año, y en diciembre participó junto a Martinet en una expedición a las ruinas, para luego internarse en lo que se conoce como Ruinas de Pampa Tolosa, que a la postre se demostró correspondían a la encomienda de Guacara. Biró, Martinet, Montes Pacheco y otros publicaron sus primeras impresiones, siendo la opinión mayoritaria (entre quienes se destacaban Biró y Alumni) que los restos no podían relacionarse con Concepción del Bermejo, habida cuenta de su lejanía con el río que le daba nombre; Montes Pacheco fue el único en ese momento en defender la postura que luego se demostró era la correcta; además se difundieron otras teorías menos consistentes, como relacionar el hallazgo con los restos de Guacara o bien de un fortín militar.
En 1946 monseñor José Alumni, sacerdote radicado en Resistencia que había seguido con singular entusiasmo todo lo ateniente a Concepción, encontró en el Archivo General de la Nación el original del diario de la expedición del coronel Francisco Gavino Arias en su expedición al Chaco. Junto a él se hallaban dos planos desconocidos de La Cangayé y San Bernardo de Vértiz. Estos planos permitieron identificar otras ruinas recientemente descubiertas como las correspondientes a La Cangayé. Dicho hallazgo y las referencias que había en él a la ciudad de Concepción realzaron el valor de las ruinas del km 75, potenciando la tesis de que correspondían a los vestigios de la urbe hispana. En 1954 se volvió a organizar una expedición conjunta entre Martinet, Alumni, Stern e Ise, quienes tras una cuidadosa aunque reducida exploración encontraron materiales y construcciones que apuntalaban esta opinión.
A fines de ese mismo año comenzaría una obra fundamental para la cabal comprensión del hallazgo, cuando Alfredo Martinet en colaboración con su hijo el ingeniero Héctor Martinet hizo limpiar el lugar y trazó el relevamiento del mismo. El resultado fue la confección del plano del total de las ruinas, cuya magnitud y disposición indicaban que no podían ser otra cosa que una ciudad colonial; como Concepción fue la única ciudad de esta época la conclusión fue evidente. Para Alumni este plano significó la confirmación de la hipótesis, y publicó en 1958 en un diario local y luego en el diario La Prensa de alcance nacional la aseveración de que las Ruinas del km 75 corresponden a Concepción. La muerte de Alumni dejó inconcluso un libro en el cual describiría detalladamente sus impresiones.

### El trabajo sistemático

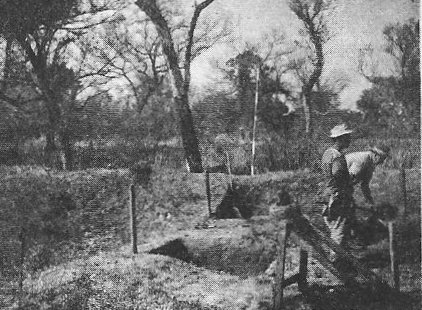
Comienzo de los trabajos de excavación en el sector M de las Ruinas del km 75, a cargo de la Universidad del Nordeste.

Al decir del propio Alumni, las excavaciones no fueron planificadas ni realizadas con la técnica debida. La creación en 1958 de la Facultad de Humanidades de la Universidad Nacional del Nordeste (UNNE) permitió que esta institución se encargara del relevamiento sistemático del sitio, acorde con la dimensión regional que pretendía la joven casa de estudios. En dos ocasiones viajó una comisión de esta Facultad a relevar y fotografiar tanto el sitio como el material exhumado. Tras solucionar el aspecto legal con la redacción de un decreto provincial que reservó el lugar para su investigación, la Facultad instaló comodidades habitacionales y un cuidador, cuyo trabajo sería evitar las depredaciones en busca de tesoros que ya se habían sucedido hasta entonces. Los trabajos comenzarían formalmente el 28 de mayo de 1965.

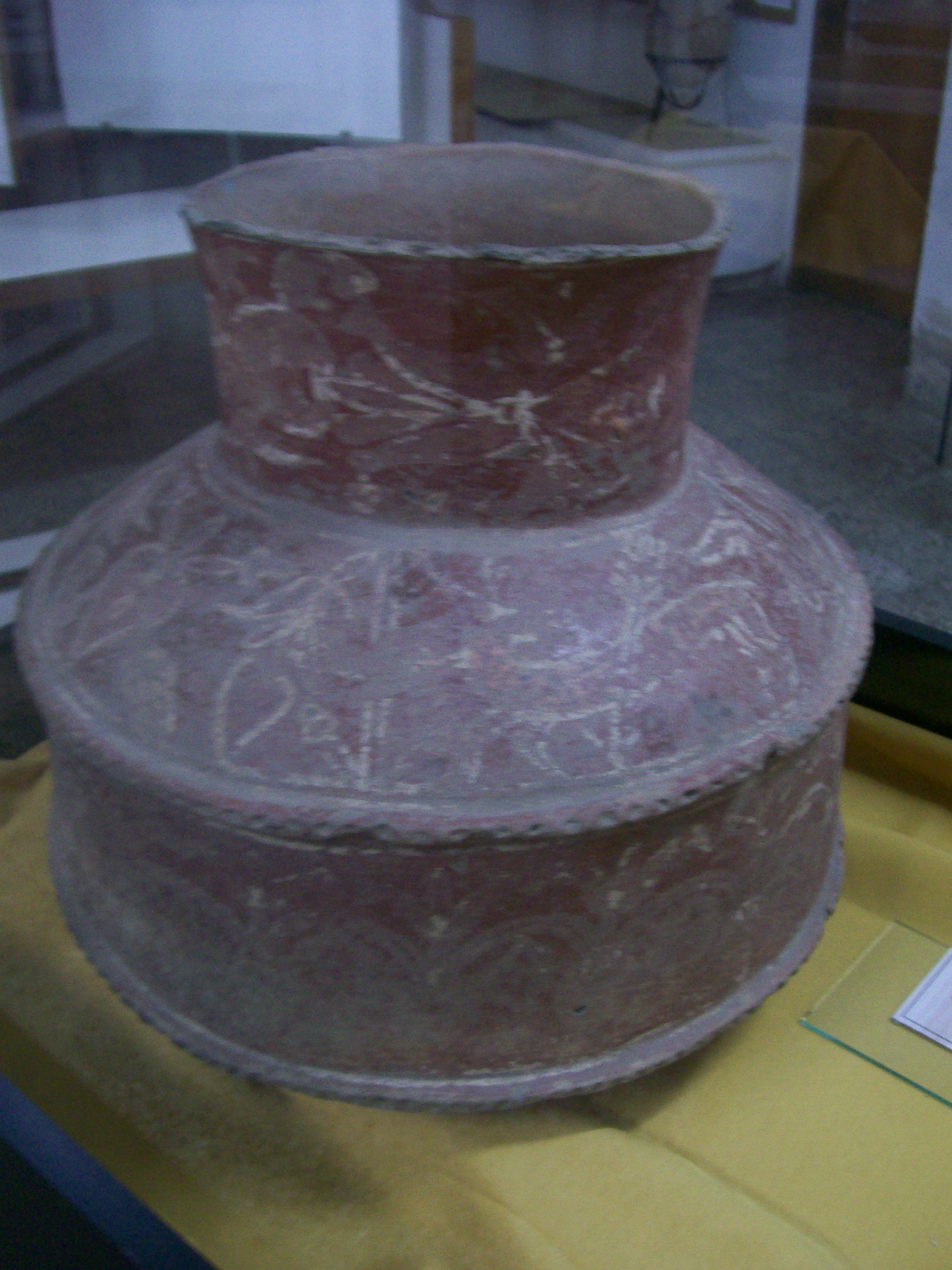
Jarrón de manufactura indígena y motivos cristianos hallado en las ruinas, uno de los pocos objetos completos extraídos en la excavación.

Las investigaciones estuvieron a cargo de Eldo Morresi, perteneciente al Instituto de Historia de dicha Facultad, quien procedió a un trabajo formal sobre los yacimientos, contando además con técnicas de fechado más precisas; en 1970 corroboró la conclusión de Martinet en cuanto al origen de las Ruinas del Kilómetro 75. Morresi y su equipo encontraron diversos tipos de objetos, que pueden dividirse primariamente en hispánicos, indohispánicos e indígena. Respecto a los primeros no hubo muchos hallazgos, dándose como explicación la crisis económica de los últimos 10 años de Concepción, cuando pasó a depender administrativamente de Buenos Aires. Sí se encontró una gran variedad de restos de cerámica indígena, incluyendo algunas de extracción guaraní, probablemente creadas por aborígenes de esta etnia que llegaron con los españoles en la misma fundación. Entre los objetos hallados podemos mencionar candelabros, balines, restos humanos enterrados según las normas hispanas de la época, clavos, latón, un cascabel de bronce, un raro jarrón de manufactura aborigen con motivos cristianos, piedra de molino, escoria de fundición de hierro y restos óseos de peces, bivalvos y otros animales. Muchos de los objetos hallados por Martinet, Alumni y Morresi se encuentran exhibidos en el Museo de Antropología de la Facultad de Humanidades de la UNNE.
El sitio y sus alrededores siguen siendo objeto de investigaciones arqueológicas y culturales a cargo de la UNNE, como lo demuestran las más de 600 piezas halladas en 2007 y la publicación en 2006 de un estudio sobre la población toba de Cabá Ñaró —la más cercana a las ruinas— que examinó cómo es recordada Concepción por esta comunidad.

## Lugar Histórico Nacional
Por Decreto 16.482/43, el Poder Ejecutivo Nacional declaró Lugar Histórico Nacional al sitio donde existió la ciudad de Nuestra Señora de la Concepción del Bermejo, situándola a 26º 41' de latitud Sud y 59º 56' de longitud Oeste de Greenwich y ubicada a unos 150 kilómetros aguas arriba de la desembocadura del río Bermejo en el Paraguay. Estas coordenadas demarcaban un lugar que erróneamente se creyó correspondía a la ciudad. El error fue subsanado por otro Decreto Nacional, el N.º 631/1979. En el mismo se aclara que basándose en las conclusiones del libro Las Ruinas del Kilómetro 75 y Concepción del Bermejo editado por la Facultad de Humanidades de la UNNE se declara Lugar Histórico Nacional al emplazamiento ubicado a la altura del Kilómetro 74,5 de la ruta Nacional N.º 95 partiendo desde Presidencia Roque Sáenz Peña al norte.

## Toponimia
La ciudad fue fundada con el nombre de Concepción de Nuestra Señora, en obvia alusión a la Inmaculada Concepción de María, la madre de Jesús. Como era usual en ese tiempo los propios pobladores alteraron la denominación original, siendo la forma más común en los documentos que la denominaban de forma completa el de Concepción de Buena Esperanza. Ya en ese tiempo se fueron imponiendo dos variantes cortas: Concepción del Bermejo y Concepción, que fueron las más usadas por los gobernadores contemporáneos a ella y son al día de hoy las más utilizadas.
El agregado Bermejo hacía presumir su situación a orillas del río homónimo, único accidente natural notable en toda la llanura del Chaco Austral. Las evidencias en contrario permitieron interpretar esto de manera diferente, asumiendo que Bermejo era más bien una referencia a toda esta región del Chaco, una suerte de provincia natural.
El único documento oficial que se conozca emitido por autoridades de la ciudad corresponde al año 1587 y la llama Concepción de la Buena Esperanza, siendo muy sugestiva la ausencia del término Bermejo; de aquí podría interpretarse que el agregado de Bermejo fue posterior a esta fecha. Francisco de Alfaro en una carta dirigida al rey en 1613 la reconoce como Concepción de Buena Esperanza, que llaman del Río Bermejo; una carta del obispo de Tucumán —quien tenía potestad sobre Concepción— habla de la jurisdicción de Buena Esperanza del Río Bermejo; los dos decretos nacionales que declaran a las ruinas Lugar Histórico Nacional la denominan Nuestra Señora de la Concepción del Bermejo. Esta última es una muestra de las varias combinaciones de los nombres otorgados a Concepción, entre los que también encontramos Concepción de Nuestra Señora del Bermejo y Concepción de Nuestra Señora del Río Bermejo.
En honor a esta ciudad fue nombrada la actual localidad y municipio de Concepción del Bermejo, ubicado a unos 80 km al sudoeste de la original, y distante aún más del cauce actual del río Bermejo.